# Kiełpinek (województwo pomorskie)
Kiełpinek (kaszb. Czełpinkò lub Czełpink) – osada kaszubska w Polsce położona w województwie pomorskim, w powiecie człuchowskim, w gminie Człuchów. 
Wieś jest częścią składową sołectwa Kiełpin.
W latach 1975–1998 miejscowość administracyjnie należała do województwa słupskiego.

## Historia
Kiełpinek, niemiecka nazwa Hasseln alias Hasły opisano w  Słowniku geograficznym Królestwa Polskiego z roku 1883 jako Hasły niem. Hasseln, wieś rycerska położona o milę na północ od Człuchowa w okolicy leśnej wówczas. Wieś posiadała 3525 mórg obszaru, 7 domów mieszkalnych zamieszkałych przez 120 mieszkańców, podlegli parafii Przechylewo, do szkoły uczęszczano w Kiełpinie.